# Song Duanzong
Song Duanzong (宋端宗), född 1269, död 1278, var den sjuttonde kejsaren under den kinesiska Songdynastin (960–1279) och regerade från 1276 till 1278. Hans personliga namn var Zhao Shi (赵是).
Song Duanzong blir kejsare som åttaåring år 1276 efter att hans bror, den tidigarekejsar Gongdi blev tillfångatagen av mongolerna. Songdynastin är nu hårt pressat av mongolerna och kejsaren med sina trupper flyr längre och längre söderut i riket. År 1278 erövrar mongolerna Guangzhou och kejsar Duanzong flyr till havs, men hans skepp förliser och kejsaren dör. Duanzong efterträds på tronen av sin åttaåriga bror Zhao Bing.

## Regeringsperioder
- Jingyan 1276–1277[2]